# Imitatio
Imitatio (del griego: μίμησις mímēsis; latín: imitatio, "imitación") es el nombre designado para la imitación artística de la realidad, lo mismo que para la imitación retórica, literaria o artística de textos u obras de arte visual o musical. El término también sirve para denominar la imitación moral de personas ejemplares.

## Historia
La posibilidad de designar previamente un período como "clásico", y la consiguiente aparición de movimientos del clasicismo, surge con la conciencia helenística del presente como parte, pero también heredera de una gran tradición y el desarrollo de una teoría de la imitatio. Aparece un movimiento clasicista consolidado en el siglo I a. C. en Roma, promovido por escritores griegos y a la cabeza, Dionisio de Halicarnaso, que con su  influyente método literario de imitación, defiende a Tucídides como modelo para los historiadores y lo concibe como la práctica retórica de emular, adaptar, reelaborar y enriquecer un texto original de un autor anterior. Es una desviación del concepto de mímesis que solo se ocupa de la imitación de la naturaleza en lugar de la menos directa 'imitación de otros autores'.
De esta forma, tres siglos después de la Poética de Aristóteles (siglo IV a. C.), el significado de la mímesis como método literario habría pasado de la 'imitación de la naturaleza' a la 'imitación de otros autores'. La obra de Dionisio en tres volúmenes Περὶ Μιμήσεως (Sobre la imitación), que fue la más influyente para los autores latinos, se ha perdido. Contenía consejos sobre cómo identificar a los escritores más adecuados para imitar y la mejor manera de imitarlos. Para la imitatio dionisíaca, el objeto de la imitación no era sobre un solo autor, sino sobre las cualidades de muchos.

### La imitación en la Antigüedad grecolatina
En la antigüedad, los estudiantes tenían que aprender y analizar ejemplos de discursos de memoria para canalizar su propia práctica retórica. Debía acercarse lo más posible al modelo a seguir en el arte de hablar, posiblemente incluso sobrepujarlo, esto es, superarlo (aemulatio). En este sentido, la imitatio denota un principio de ejercicio retórico central, por el cual la imitatio retórica debe separarse de la mímesis, que se refiere a una imitación de la naturaleza o la realidad en la obra de arte.
Con Cicerón era importante acercarse al ideal del orador perfecto (perfectus orator), asimilarlo e imitarlo como modelo. Aquí, sin embargo, no se trata principalmente de una cuestión de habilidades técnicas, sino que la educación es un requisito previo para la verdadera retórica. El orador perfecto es, al mismo tiempo, un filósofo que combina la elocuencia con la sabiduría.
Los oradores y retóricos latinos adoptaron el método literario de la imitatio de Dionisio y descartaron la mímesis de Aristóteles. El helenizado poeta romano Quinto Horacio Flaco señaló en su Ars poetica que el comediógrafo debía de imitar observando la realidad y que los personajes debían de parecer lo que eran mediante el llamado decoro o adecuación de su lenguaje, apariencia, actos y psicología; se pretendía así alcanzar la verosimilitud, pero esta imitación debía separarse de una imitación absoluta que recogiera los rasgos más particulares del individuo, porque los caracteres del teatro debían ser universales y no reflejar personas reales, ya que ello acarrearía problemas con el poder o con personas que podrían considerarse difamadas. 
El enfoque de la imitación literaria está estrechamente relacionado con la observación generalizada de que 'ya se ha dicho todo', lo que también ya fue declarado por los escribas egipcios alrededor del año 2000 a. C. El objetivo ideal de este enfoque literario no era la originalidad, sino superar al predecesor mejorando sus escritos y poniendo el listón a un nivel superior.
Un destacado seguidor latino de Dionisio fue Quintiliano, que compartió con él la visión de la imitatio como la práctica que conduce a un progreso histórico de la literatura a lo largo del tiempo. Tanto Dionisio como Quintiliano discuten la imitación exclusivamente desde el punto de vista de la retórica. En Quintiliano, y en la retórica clásica en general, se puso mucha atención sobre el proceso de la imitatio. Las cuatro operaciones retóricas que organizan todas las figuras retóricas, definidas como un 'marco prefabricado' de 'procedimientos relativamente mecánicos' para la emulación, adaptación, reelaboración y enriquecimiento de un texto fuente obra de un autor anterior. Esta visión de la retórica sería la adoptada por Erasmo en De Copia Rerum.

### La imitación en el Renacimiento
En el Renacimiento se alcanzó el apogeo de la imitatio. Especialmente era importante en el arte de la palabra o literatura, entonces llamada solamente elocuencia o poesía en su sentido griego de "obra o hechura". Pero también se pretendía imitar las bellas artes de la antigüedad para revivirlas y superarlas (aemulatio, emulación) en la medida de lo posible, por medio del nobilitare o ennoblecimiento de la materia común, ya fuera la lengua patrimonial o la misma tradición cristiana: Miguel Ángel esculpió un personaje bíblico como si fuera un dios griego, y unía así los dos pilares de la cultura occidental en su David adolescente: el bíblico cristiano y el pagano grecolatino.
Había dos corrientes enfrentadas sobre qué debía imitarse en el lenguaje y el estilo de los clásicos latinos, como se reflejó en el satírico diálogo Ciceronianus (1528) de Erasmo de Rotterdam y en las agrias respuestas de Julio César Escalígero, Oratio pro Cicerone contra Ciceronianum Erasmi (1531) y de Étienne Dolet Dialogus de imitatione Ciceroniana (1535), entre otras. Esta controversia ocupó no poca parte del debate intelectual entre los humanistas.  
- La imitatio ciceroniana consistía en usar como modelo a un solo autor, considerado el más completo y ático representante del clasicismo y pureza de la lengua latina, en el caso de la prosa Marco Tulio Cicerón, imitando sus fórmulas, sintaxis y retórica, e incluso de un modo tan servil que no se usara palabra alguna que no hubiera ya usado él, ni se abordara nada que tal autor no hubiera tratado ya. Era el autor cumbre de la Edad de oro de la literatura romana, que exoneraba emplear un latín menos puro, el de la posterior Edad de plata y por supuesto el pobre latín medieval, cuyo modelo era solo el no genuino y escaso en elegancia de la traducción Vulgata de San Jerónimo. Los principales difusores de esta opinión fueron Julio César Escalígero y Étienne Dolet.
- La imitatio ecléctica, que usaban los seguidores del humanista Erasmo de Rotterdam, consistía por el contrario en imitar, más libremente, lo mejor en lenguaje, estilo y temática de cada autor: las sentencias morales de Séneca, la poesía épica de Virgilio, la lírica de Horacio, las sales, el diálogo y la moralidad del comediógrafo Terencio, la elegancia castiza y la elocuencia de Cicerón, etcétera.

### La imitación a partir delsigloXVIII
Con el barroco del siglo XVII la imitación estricta se deforma, contrasta y tensiona a causa de la aparición de otros elementos en el previo manierismo: la originalidad, el subjetivismo, la necesidad cortesana de singularizarse. Y a partir del siglo XVIII se separa el arte que se puede aprender (es el momento en que nace para poner orden el academicismo, extendido para regular la literatura en lengua vulgar a partir de la Academia francesa y la Academia de la Arcadia de Roma) mediante la imitación de las obras de arte antiguas de griegos y romanos, del deforme e hinchado genio creativo, subjetivo, original y autónomo del anticlásico barroco. Dominan en ese siglo las recetas imitatorias del academicismo, pero existe una corriente subterránea y popular que poco a poco pone en tela de juicio esa imitación; lo había anticipado, por ejemplo, el padre Benito Jerónimo Feijoo en su ensayo de estética "El nosequé" contenido en su Teatro crítico universal. Ya lo había advertido Quintiliano: Nihil autem crescit sola imitatione ("Sin embargo, nada crece donde solo imitas").
El hastío provocado por la invariable estética de la imitación por parte del neoclasicismo del siglo XVIII y el exclusivo criterio de una belleza idealizada al modo platónico, provocó el surgimiento de un criterio estético nuevo, ya ensayado en el barroco, que caracterizó al romanticismo del siglo XIX: lo sublime, centrado en el misterio y en el sentimiento subjetivos en vez de en el equilibrio idealizado, bello, racional y universal del clasicismo.